# Каллея, Джозеф (оперный певец)
Джозеф Калле́я (Каллейя, Кальеха, мальт. Joseph Calleja; род. 22 января 1978 года, Аттард, Мальта) — мальтийский оперный певец, тенор. 

## Биография
Родился 22 января 1978 года в Аттарде, Мальта. Начал заниматься пением в шестнадцатилетнем возрасте, пел в церковном хоре, обучался под руководством мальтийского тенора Пола Асциака, с которым сотрудничает и до настоящего времени.
В девятнадцатилетнем возрасте (1997) дебютировал в мальтийском театре Astra в роли Макдуфа в опере Верди «Макбет». Начало карьеры ознаменовалось и победой на международном конкурсе вокалистов Hans Gabor Belvedere в Вене. С этой победы началась международная оперная карьера молодого певца. В 1998 году Каллейя победил в конкурсе имени Энрико Карузо в Милане. В 1999 году вошёл в число призеров «Опералии». В этом же году дебютировал на фестивале Сполето и в США.
Джозеф Каллея — артист 2012 года по результатам голосования по версии журнала Gramophone. По состоянию на 2014 год был «лицом» авиакомпании Air Malta. В фильме 2013 года «Роковая страсть» предстал в образе Энрико Карузо.